# Мюллер, Густав Отто
Густав Отто Мюллер (нем. Gustav Otto Müller; 6 сентября 1827[…], Дрезден — 21 февраля 1922) — немецкий художник-баталист и пейзажист.

## Биография
Родился в 1827 году в Дрездене. В 1842—46 годах учился в Королевской академии художеств в Дрездене у Эрнста Ритшеля, Юлиуса Шнорра фон Карольсфельда и Юлиуса Гюбнера. В 1850-е годы, для продолжения образования, посетил Италию.
С 1865 года работал учителем рисования в Королевском кадетском корпусе в Дрездене. С 1870 года Мюллер был сотрудником, а с 1908 по 1910 год — куратором Дрезденской галереи. Опубликовал работу по искусствоведению «Vergessene und halbvergessene Dresdner Künstler des vorigen Jahrhunderts» (на русский язык не переводилась).
Писал батальные и жанровые сцены, портреты, пейзажи а также копировал произведения старых мастеров.
Скончался Густав Отто Мюллер в 1922 году в Дрездене.

## Галерея

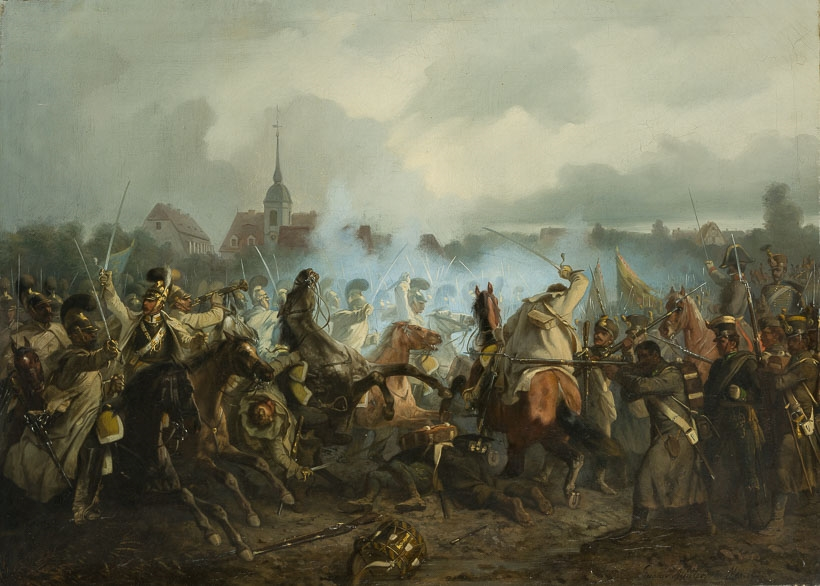
Сражение при Дрездене в 1813 году
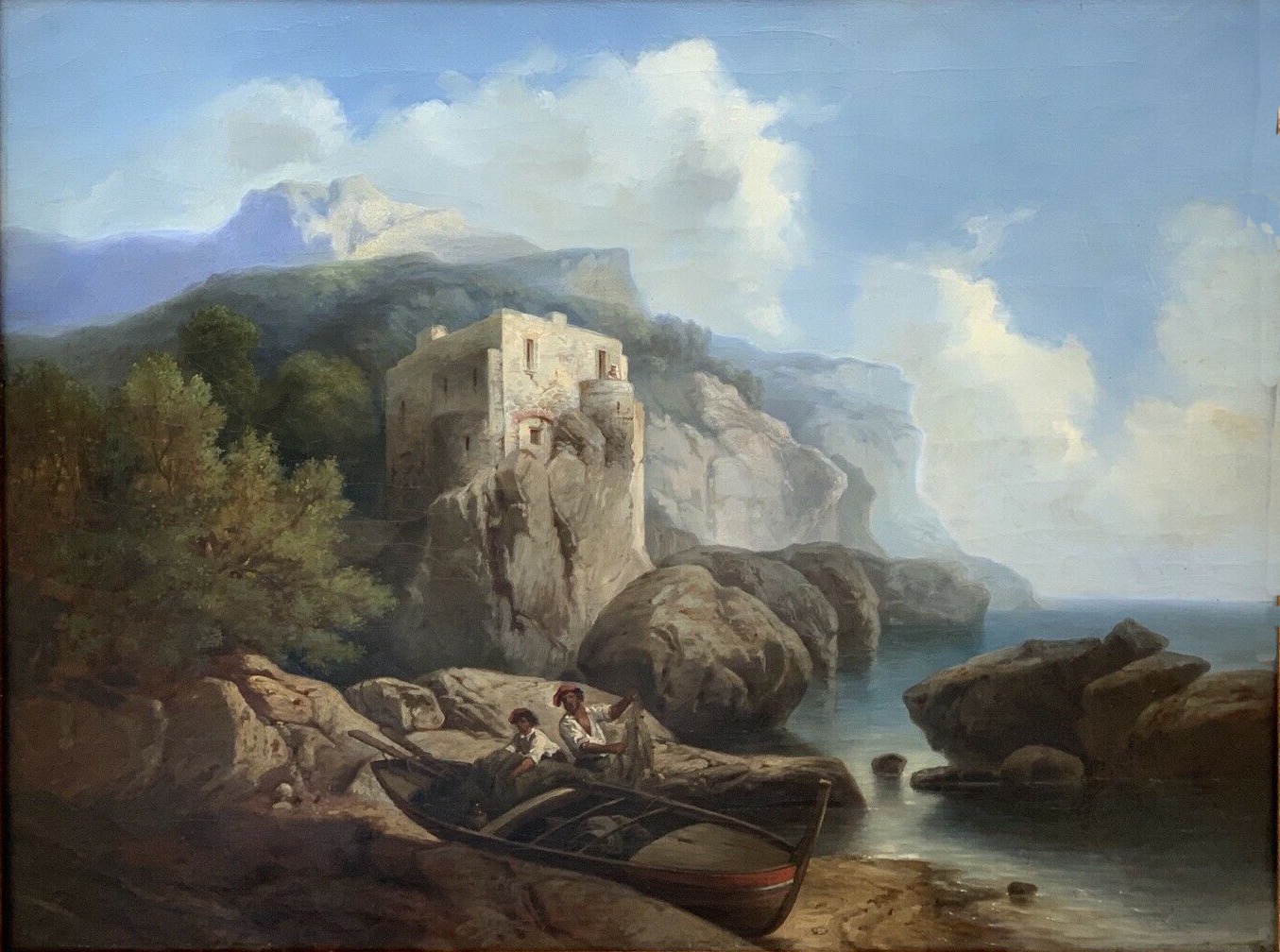
Пейзаж в окрестностях Амальфи
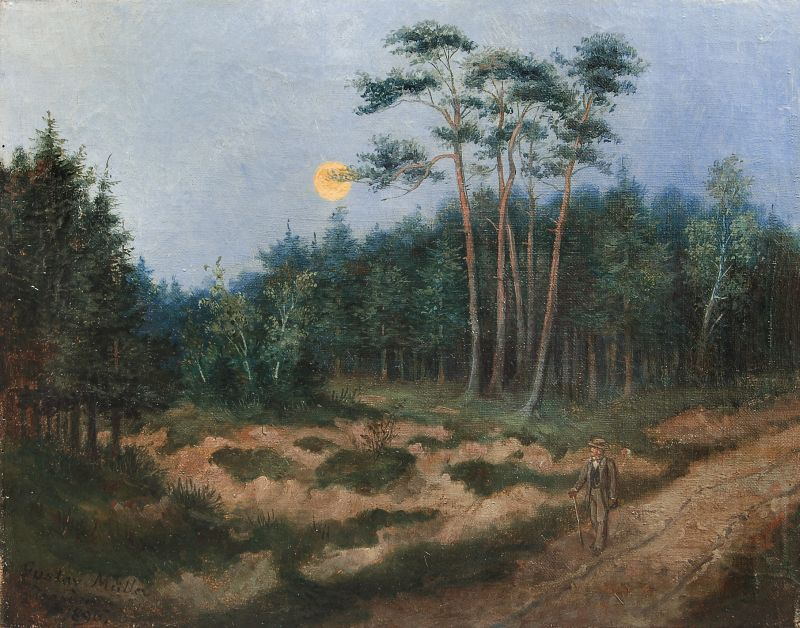
Лесная дорога в окрестностях Дрездена на закате
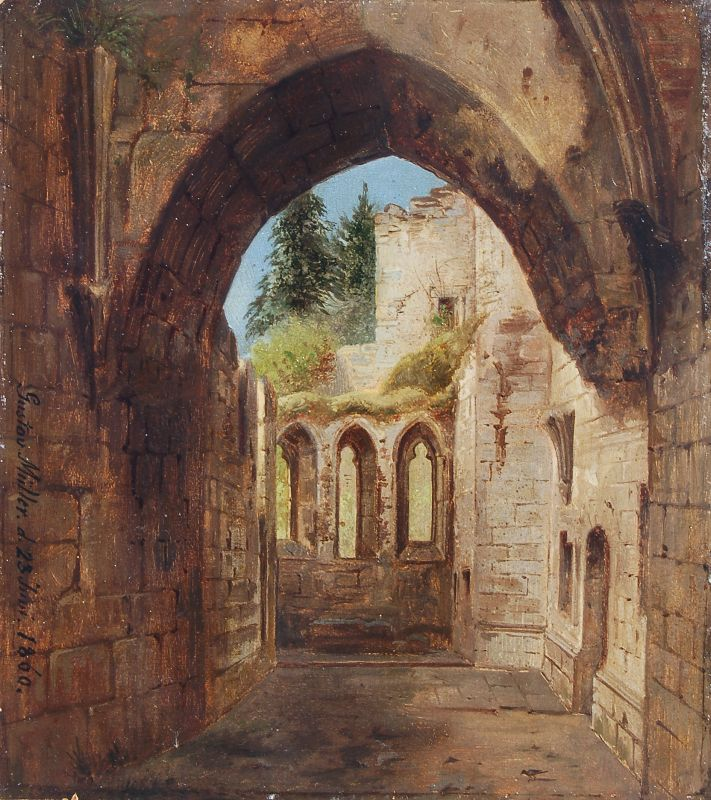
Заброшенная церковь около Циттау